# Fontana dell'obelisco Lateranense
La fontana dell'obelisco Lateranense si trova a Roma, in piazza San Giovanni in Laterano, addossata al lato settentrionale dell'obelisco.

## Storia
Terminato nel 1587 il restauro ed il ripristino dell'antico acquedotto alessandrino, chiamato da allora “Acqua Felice” dal nome del papa Sisto V, al secolo Felice Peretti, sotto il cui pontificato venne terminata l'opera, come era stato fatto in precedenza per l’Aqua Virgo, furono iniziati i lavori per una ramificazione sotterranea secondaria del condotto, in modo da assicurare l'approvvigionamento idrico delle zone dei colli Viminale e Quirinale, allora scarsamente serviti, proseguendo poi verso la zona del Laterano, e venne di conseguenza progettata anche l'edificazione di un certo numero di fontane.
Nei primissimi anni del XVII secolo, sotto il pontificato di papa Clemente VIII, vennero iniziati i lavori per la costruzione di una piccola fontana, la prima di quella popolosa zona della città, a contatto con l'imponente obelisco Lateranense che solo pochi anni prima, nel 1588, per volontà di papa Sisto V l'architetto Domenico Fontana aveva eretto nella sua attuale collocazione.
L'autore del progetto originale, incerto come anche l'esecutore materiale dell'opera (se pure non si trattò della stessa persona), la realizzò a spese del Capitolo dei Canonici di San Giovanni, ma la fontana, per quanto di dimensioni relativamente ridotte, fu conclusa solo nel 1607, dopo circa 4 anni di rifacimenti, modifiche e ripensamenti. Il motivo di tanti interventi è da ricercare nella volontà dei 3 papi che si succedettero in quel breve lasso di tempo, di lasciare nel monumento un segno del loro passaggio.
Nella sua versione iniziale, la fontana doveva essere strutturata in due vasche semicircolari (di cui la superiore più piccola, a forma di valva di conchiglia, affiancata da due delfini) sostenute da un prospetto, con varie decorazioni, tra cui un'aquila centrale, addossato al lato settentrionale del piedistallo dell'obelisco. Il bordo superiore del prospetto, in particolare, sotto una prima decorazione a motivi sferici e subito sopra l'aquila, era ornato dalle bande merlate e le stelle a otto punte simbolo araldico di papa Clemente VIII (Aldobrandini).
Nel 1605 il prospetto venne sormontato da una statua bronzea di san Giovanni, affiancato dai gigli araldici di papa Leone XI (de' Medici) che aveva evidentemente avuto il tempo, pur nel suo brevissimo pontificato, di commissionare l'opera. Poco dopo anche il successivo pontefice, Paolo V (Borghese), volle che i simboli araldici della sua famiglia venissero apposti sul monumento, e sul prospetto apparvero, ai lati della conchiglia, i rilievi di un'altra aquila e un drago, a fare da contorno ad un riquadro contenente la tiara e le chiavi pontificie. In occasione di questo intervento fu deviato il condotto di fuoriuscita dell'acqua: anziché dai delfini venne fatta gettare nella vasca dal drago e dall'aquila.

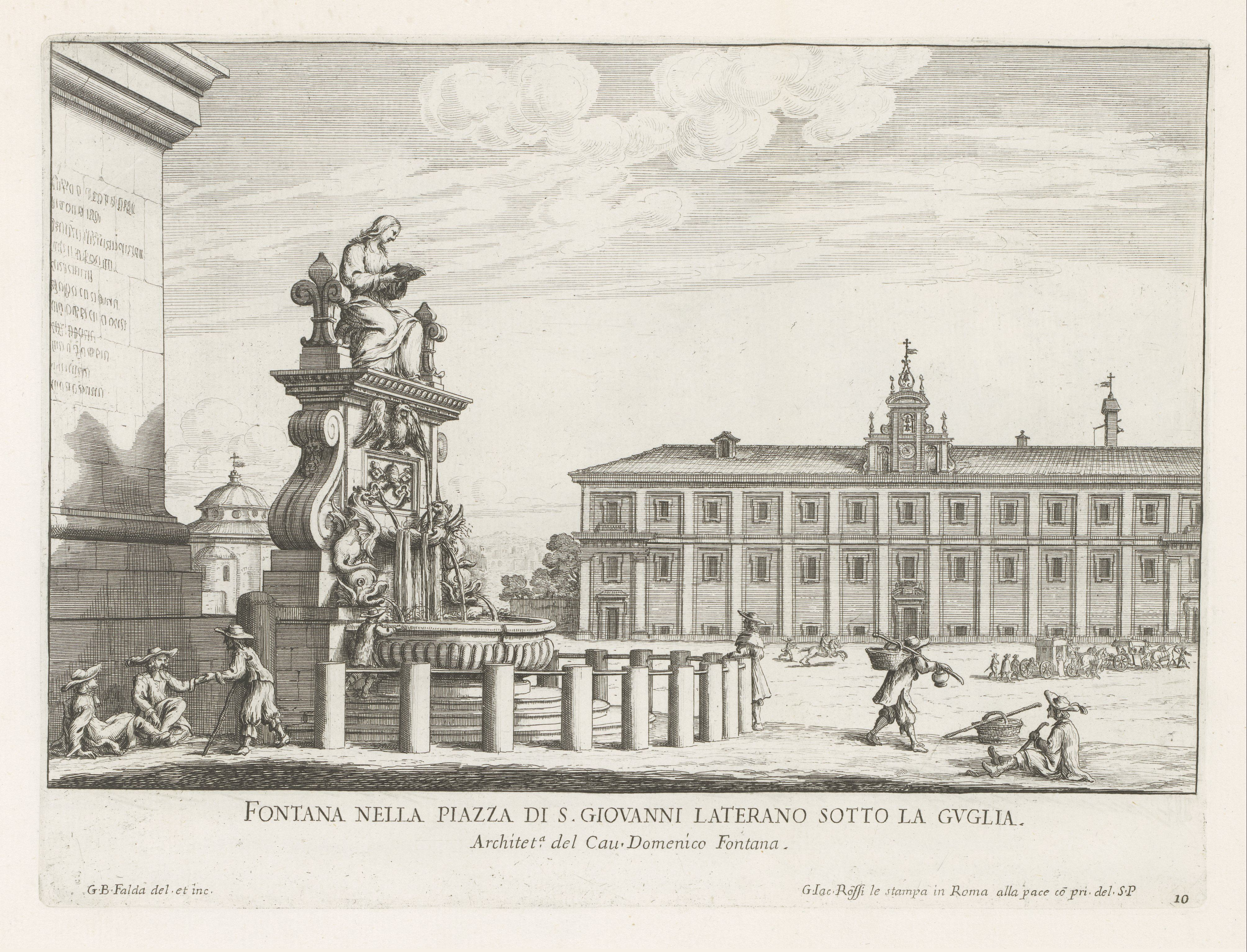
Fontana nella Piazza di S. Giovanni Laterano sotto la guglia, Giovanni Battista Falda, seconda metà del Seicento

Solo nel successivo XIX secolo la fontana assunse il suo aspetto attuale, con la rimozione della statua e dei gigli fatti sistemare da Leone XI. Non è certo se l'asportazione sia dovuta al cattivo stato di conservazione degli elementi bronzei (forse rovinati da un fulmine) o a motivazioni politiche che miravano ad eliminare tracce della famiglia Medici.
Alcuni autori forniscono una diversa versione sull'origine della fontana: ne fanno infatti risalire l'edificazione al periodo 1588-1590, contemporaneamente o subito dopo l'erezione dell'obelisco da parte di Domenico Fontana, che anche la progettò, e la descrivono ornata fin dall'inizio dalla statua di san Giovanni e dai due delfini che gettavano acqua nella vasca superiore: entrambe opere dello scultore Taddeo Landini, andate perdute nel rifacimento di papa Paolo V. La data proposta sembra poter concordare con la presenza di alcuni elementi decorativi che possono effettivamente essere accostati ai simboli araldici di papa Sisto V, ma, di contro, lo stesso Fontana non cita l'opera nel catalogo delle sue realizzazioni, redatto da lui medesimo.